# Taranaki Falls
Die Taranaki Falls sind ein Wasserfall im Tongariro-Nationalpark im Zentrum der Nordinsel Neuseelands. Er liegt im Lauf des Wairere Stream zwischen den Gipfeln der Vulkane Mount Ngauruhoe und Mount Ruapehu. Der Tongariro Northern Circuit führt an ihm vorbei. Seine Fallhöhe liegt bei rund 20 Metern.
Der kürzeste Zugang besteht von Whakapapa Village über einen beschilderten zweistündigen Rundwanderweg.